# Ora Hotels Carrera
Ora Hotels Carrera war ein ungarisches Radsportteam.
Die Mannschaft wurde 2006 gegründet und besaß bis 2011 eine UCI-Lizenz als Continental Team. Damit nahm sie hauptsächlich an Rennen der UCI Europe Tour teil. Manager waren Germano Pierdomenico und Vinzeno Santoni, Sportliche Leiter waren Stefano Vitelozzi, Stuban Ferenc, Akos Haiszer, Antonio Salutini sowie Ruslan Ivanov. Die Mannschaft wurde mit Fahrrädern des Co-Sponsors Carrera ausgestattet.

## Saison 2011

### Erfolge in der UCI America Tour
In den Rennen der Saison 2011 der UCI America Tour gelangen die nachstehenden Erfolge.
| Datum     | Rennen                                | Kat. | Fahrer              |
| --------- | ------------------------------------- | ---- | ------------------- |
| 19. April | 5. Etappe Vuelta Ciclista al Uruguay  | 2.2  | Alessandro Malaguti |
| 20. April | 6b. Etappe Vuelta Ciclista al Uruguay | 2.2  | Mauro Richeze       |

### Erfolge in der UCI Europe Tour
In den Rennen der Saison 2011 der UCI Europe Tour gelangen die nachstehenden Erfolge.
| Datum     | Rennen                                   | Kat. | Fahrer            |
| --------- | ---------------------------------------- | ---- | ----------------- |
| 23. April | Banja Luka-Belgrade I                    | 1.2  | Krisztián Lovassy |
| 8. Juni   | 5. Etappe Romanian Cycling Tour          | 2.2  | Krisztián Lovassy |
| 26. Juni  | Ungarische Meisterschaft – Straßenrennen | CN   | Rida Cador        |

### Zugänge – Abgänge
| Zugänge                   | Team 2010                     | Abgänge                      | Team 2011    |
| ------------------------- | ----------------------------- | ---------------------------- | ------------ |
| István Cziráki            | Atlas Personal                | Gábor Fejes                  | Batorfi Aktk |
| Mauro Richeze             | Rock Racing                   | Marco Carletti               | Unbekannt    |
| Luca Fioretti             | Centri della Calzatura (2009) | Gianluca Coletta             | Unbekannt    |
| Bernard Bendegúz          | Neoprofi                      | Ruslan Ivanov                | Unbekannt    |
| Simone Boifava            | Neoprofi                      | Tamás Lengyel                | Unbekannt    |
| Miklós Durucz             | Neoprofi                      | Zoltán Madaras               | Unbekannt    |
| Alessandro Malaguti       | Neoprofi                      | Zoltán Tisza                 | Unbekannt    |
| Márton Solymosi           | Neoprofi                      | Gianfranco Visconti          | Unbekannt    |
| Walter Trillini           | Neoprofi                      | Márton Solymosi (bis 31.07.) | Unbekannt    |
| Ferenc Stubán (ab 01.08.) | Neoprofi                      |                              |              |

### Mannschaft
| Name                | Geburtstag         | Nationalität | Team 2012           |
| ------------------- | ------------------ | ------------ | ------------------- |
| Adriano Angeloni    | 31. Januar 1983    | Italien      |                     |
| Bernard Bendegúz    | 15. Februar 1988   | Ungarn       |                     |
| Simone Boifava      | 26. Juli 1985      | Italien      | Team Idea           |
| Rida Cador          | 25. März 1981      | Ungarn       |                     |
| István Cziráki      | 21. Juni 1986      | Ungarn       |                     |
| Miklós Durucz       | 13. März 1991      | Ungarn       |                     |
| Luca Fioretti       | 6. März 1984       | Italien      |                     |
| Krisztián Lovassy   | 23. Juni 1988      | Ungarn       | Tusnad Cycling Team |
| Alessandro Malaguti | 22. September 1987 | Italien      | Miche-Guerciotti    |
| Walter Proch        | 17. Februar 1984   | Italien      | Team WIT            |
| Dávid Puskás        | 28. Oktober 1988   | Ungarn       |                     |
| Mauro Richeze       | 7. Dezember 1985   | Argentinien  | Team Nippo          |
| Roberto Richeze     | 25. Oktober 1981   | Argentinien  |                     |
| Emanuele Rizza      | 8. Februar 1984    | Italien      |                     |
| Péter Simon         | 14. Oktober 1991   | Ungarn       |                     |
| Ferenc Stubán       | 11. August 1992    | Ungarn       |                     |
| Walter Trillini     | 25. Januar 1991    | Argentinien  |                     |

### Platzierungen in UCI-Ranglisten
UCI America Tour 2011
|      | Fahrer              | Punkte |
| ---- | ------------------- | ------ |
| 103. | Mauro Richeze       | 26     |
| 115. | Alessandro Malaguti | 22     |
| 162. | Walter Trillini     | 16     |

UCI Europe Tour 2011
|       | Fahrer            | Punkte |
| ----- | ----------------- | ------ |
| 147.  | Krisztián Lovassy | 101    |
| 820.  | Rida Cador        | 10     |
| 1139. | Péter Simon       | 3      |

## Saison 2009

### Erfolge in des UCI Continental Circuits
In den Rennen des UCI Continental Circuits gelangen die nachstehenden Erfolge.
| Datum     | Rennen                                       | Kat. | Fahrer              |
| --------- | -------------------------------------------- | ---- | ------------------- |
| 3. Mai    | Venezolanische Meisterschaft – Straßenrennen | NC   | Honorio Machado     |
| 25. Juni  | Lettische Meisterschaft – Einzelzeitfahren   | NC   | Raivis Belohvoščiks |
| 28. Juni  | Ungarische Meisterschaft – Straßenrennen     | NC   | István Cziráki      |
| 10. Juli  | 1. Etappe Grand Prix Cycliste de Gemenc      | 2.2  | Krisztián Lovassy   |
| 2. August | Grand Prix Betonexpressz 2000                | 1.2  | Gergely Ivanics     |

### Erfolge beim Cyclocross
In den Rennen der Saison 2008/09 der Cyclocross Tour gelangen die nachstehenden Erfolge.
| Datum      | Rennen                   | Fahrer       |
| ---------- | ------------------------ | ------------ |
| 11. Januar | Ungarische Meisterschaft | Zoltán Tisza |

## Platzierungen in UCI-Ranglisten
UCI Africa Tour
| Saison | Mannschaftswertung | Fahrerwertung          |
| ------ | ------------------ | ---------------------- |
| 2009   | -                  | -                      |
| 2010   | 6.                 | Adriano Angeloni (20.) |
| 2011   | -                  | -                      |

UCI America Tour
| Saison | Mannschaftswertung | Fahrerwertung          |
| ------ | ------------------ | ---------------------- |
| 2009   | 26.                | Honorio Machado (111.) |
| 2010   | -                  | -                      |
| 2011   | 15.                | Mauro Richeze (103.)   |

UCI Europe Tour
| Saison | Mannschaftswertung | Fahrerwertung            |
| ------ | ------------------ | ------------------------ |
| 2006   | 68.                | Zoltán Remák (221.)      |
| 2007   | 34.                | Žolt Der (68.)           |
| 2008   | 24.                | Péter Kusztor (49.)      |
| 2009   | 50.                | István Cziráki (136.)    |
| 2010   | 86.                | Adriano Angeloni (644.)  |
| 2011   | 75.                | Krisztián Lovassy (147.) |